# Бад Орб
Бад Орб (њем. Bad Orb) град је у њемачкој савезној држави Хесен. Једно је од 28 општинских средишта округа Мајн-Кинциг. Према процјени из 2010. у граду је живјело 9.857 становника. Посједује регионалну шифру (AGS) 6435001.

## Географски и демографски подаци
Бад Орб се налази у савезној држави Хесен у округу Мајн-Кинциг. Град се налази на надморској висини од 200-250 метара. Површина општине износи 47,8 km². У самом граду је, према процјени из 2010. године, живјело 9.857 становника. Просјечна густина становништва износи 206 становника/km².

## Међународна сарадња
| Мјесто | Држава | Врста сарадње | Од    |
| ------ | ------ | ------------- | ----- |
| Истра  | Русија | контакт       | 1991. |
| Извор  |        |               |       |